# Anaerobi obligat

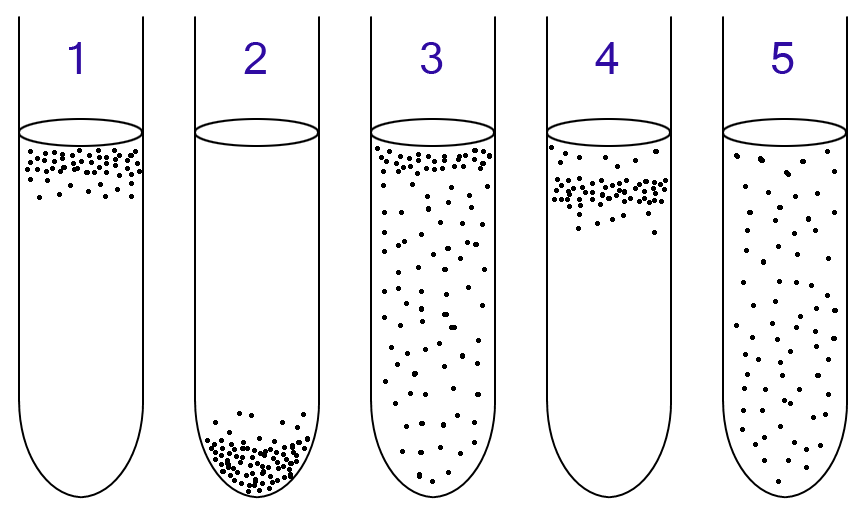
Es poden identificar els bacteris aeròbics i anaeròbics cultivant-los en un medi líquid:
1. Aerobi obligat
2. Anaerobi obligat
3. Anaerobi facultatiu (contínuum amb "aerobi facultatiu")
4. Microaeròfil.

Els anaerobis obligats són organismes anaeròbis incapaços de créixer en presència d'oxigen.

## Metabolisme
Els anaerobis obligats (estrictes) moren en presència d'oxigen a causa de la manca dels enzims superòxid dismutasa i catalasa, que convertirien el superòxid letal que es forma a les cèl·lules a causa de la presència d'oxigen. En lloc d'oxigen, els anaerobis utilitzen acceptors d'electrons alternatius per respirar, com ara sulfats, nitrats, ferro, manganès, mercuri i monòxid de carboni. El rendiment energètic d'aquests processos respiratoris és inferior al de la respiració d'oxigen, i no tots aquests receptors d'electrons són iguals.
- El més favorable (a part de l'oxigen) és el sulfat. En els sediments marins això condueix a grans quantitats de reducció de sulfat, que provoca la pudor d'ous podrits i el material negre que es poden trobar només uns quants centímetres per sota la superfície del sediment.
- El següent és el nitrat.
- Després, els ions metàl·lics.
- Finalment, es troba una zona de metanogènesi. S'obté molt poca energia a partir de la metanogènesi i cal processar grans quantitats de substrat per sobreviure.

## Exemples
Les espècies de Bacteroides i Clostridium són exemples d'anaerobis estrictes no formadors d'espores i formadors d'espores, respectivament.
Altres anaerobis obligats són Peptostreptococcus, Veillonella i Actinomyces.